# Géographie de Mars
 (novembre 2014).
Pour un article plus général, voir Mars (planète).

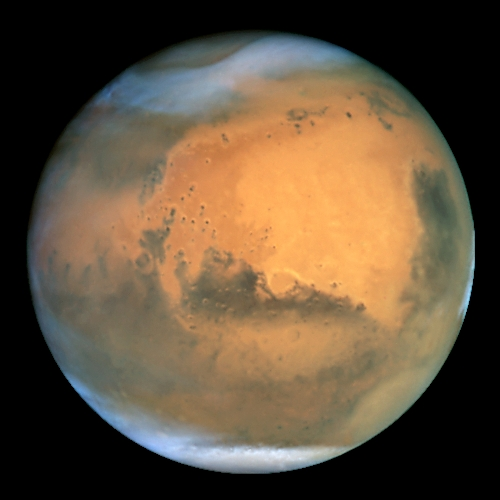
Vue de Mars en 2001.

La géographie de Mars, parfois appelée aréographie, regroupe les disciplines, telles que la topographie, la géomorphologie, voire la climatologie martiennes, concernées par l'étude de la géographie physique de Mars.

## Référentiels
La topographie martienne est caractérisée par l'opposition entre les plaines basses et sans relief de l'hémisphère nord, géologiquement récentes, et les hautes terres fortement cratérisées et au relief localement accidenté dans l'hémisphère sud, géologiquement datées du premier milliard d'années suivant la formation de la planète. Ces deux domaines, radicalement différents, sont délimités par une frontière géologique très franche, interrompue en deux endroits par deux régions volcaniques — le renflement de Tharsis et Elysium Planitia — dans lesquelles se trouvent les cinq plus hauts édifices volcaniques de tout le Système solaire : le plus « petit » d'entre eux, Elysium Mons, culmine à plus de 14 km au-dessus du niveau de référence martien, tandis que le plus élevé, Olympus Mons, a une hauteur totale de 22,5 km de la base au sommet, et culmine à 21,2 km au-dessus du niveau de référence.

### Altitudes

Carte topographique des altitudes martiennes, basée sur les données du MOLA de Mars Global Surveyor.

Mars ne possédant aucun océan pour définir une surface équipotentielle globale comme sur Terre, il a été nécessaire de définir arbitrairement une notion équivalente au niveau de la mer sur Terre afin de pouvoir déterminer les altitudes sur Mars.
La surface équipotentielle de référence retenue est celle à laquelle la pression atmosphérique moyenne, déterminée par occultation radio depuis la Terre et à l'aide des sondes satellisées autour de Mars, vaut 610 Pa.

### Latitudes
Les latitudes ont initialement été déterminées sur Mars à partir d'une graduation projetée sur la surface martienne photographiée par Mariner 9 entre l'équateur et les pôles, dans le cadre d'un système qualifié de planétographique. C'est ce système qui a été utilisé au début des années 1970 par le programme Viking.
Les mesures fines réalisées dans le tournant des années 2000 par l'altimètre laser de Mars Global Surveyor (le MOLA, pour Mars Orbiter Laser Altimeter) ont permis de mettre en place un système de coordonnées dit planétocentrique dans lequel les latitudes sont déterminées par l'angle formé par la droite reliant un point de la surface martienne au centre du globe martien avec le plan équatorial de Mars.
Les latitudes exprimées dans ces deux systèmes, se confondent exactement aux pôles et à l'équateur, mais peuvent être plus élevées d'un tiers de degré dans le système planétographique par rapport au système planétocentrique aux alentours de 30 à 60° de latitude nord ou sud.

### Longitudes
Si l'équateur, défini par la rotation de Mars, permet de localiser les latitudes sans ambiguïté, la définition du premier méridien est en revanche arbitraire. Les astronomes allemands Wilhelm Beer et Johann Heinrich Mädler choisirent une petite zone circulaire, ultérieurement nommée Sinus Meridiani, comme point de référence pour la première carte systématique de Mars en 1830-32. En 1877, ce choix fut adopté comme premier méridien par l'astronome italien Giovanni Schiaparelli lorsqu'il commença son travail de cartographie martienne. En 1972, après la transmission par Mariner 9 d'un nombre important d'images de Mars, un petit cratère (appelé par la suite Airy-0) situé dans Sinus Meridiani sur la ligne tracée par Beer et Mädler, fut choisi par Merton Davies de la RAND Corporation afin de fournir une définition plus exacte de la longitude 0°.
À la différence de la Terre, les longitudes du système planétographique comme du système planétocentrique sont toujours exprimées sur Mars dans le système décimal (et non dans le système sexagésimal). De plus, elles sont exprimées de 0 à 360° W dans le système planétographique et de 0 à 360° E dans le système planétocentrique, c'est-à-dire respectivement avec les longitudes croissant vers l'ouest et avec les longitudes croissant vers l'est.
Depuis le début du siècle, le système planétocentrique prend le pas sur le système planétographique, aussi bien à la NASA qu'à l'ESA, bien que les deux soient encore agréés par l'UAI.

## Nomenclature

### Histoire

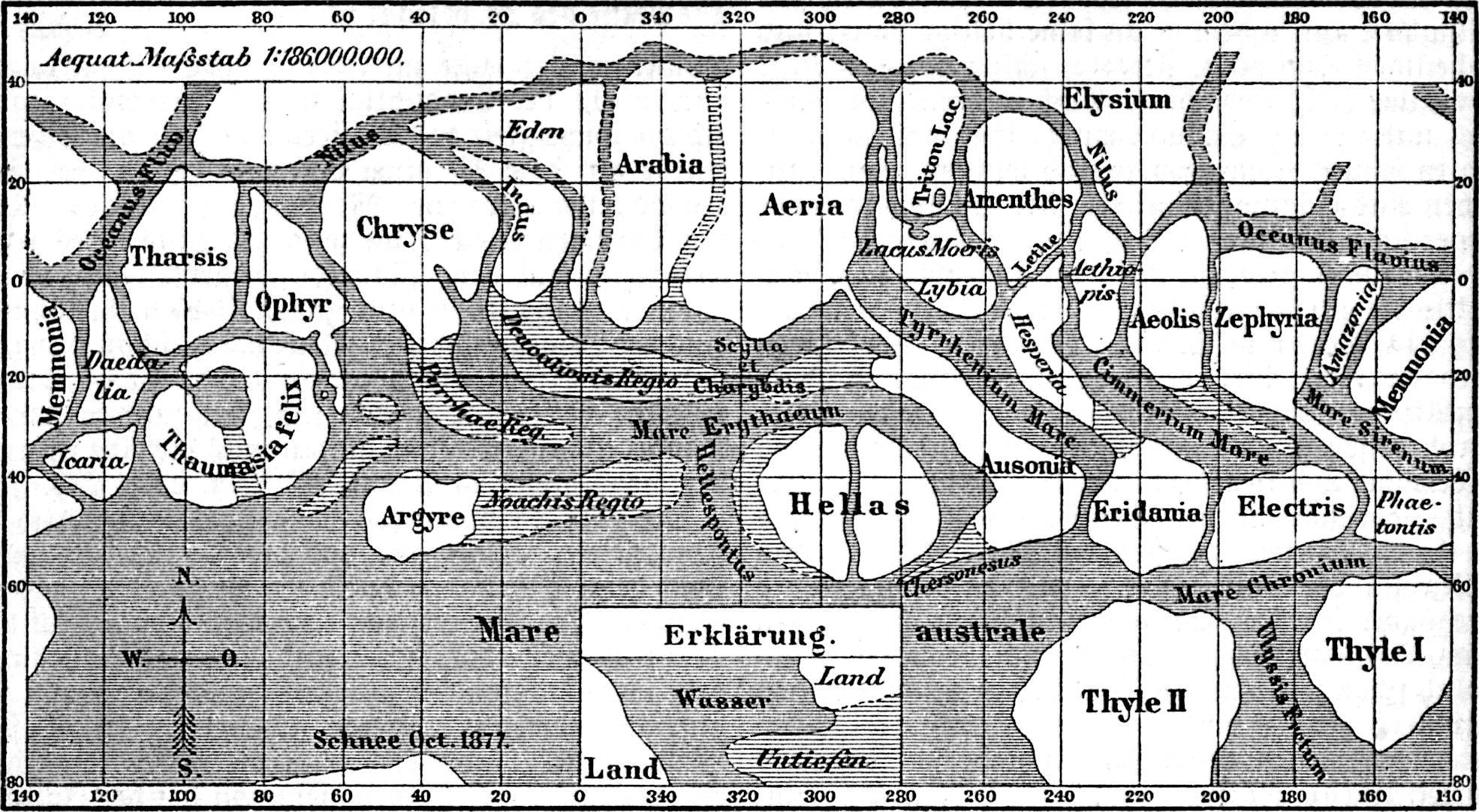
carte de Mars par Giovanni Schiaparelli

Johann Heinrich Mädler et Wilhelm Beer furent les premiers « aréographes ». Ils réalisèrent à partir de 1830 une observation systématique des caractéristiques de la surface martienne après avoir établi que ces caractéristiques étaient pour la plupart permanentes et après avoir déterminé la période de rotation de la planète. En 1840, Mädler compila dix ans d'observation et traça la première carte globale de Mars. Plutôt que de donner des noms aux différentes zones, Beer et Mädler les désignèrent simplement par des lettres ; Sinus Meridiani y était par exemple référencé par « a ».
Au cours de la vingtaine d'années suivante, les instruments astronomiques s'améliorant, davantage de détails de la surface de Mars put être observé, rendant caduque l'utilisation de lettres. Vue de la Terre, la surface de Mars se divise en deux zones possédant des albédos différents. Les plaines claires du Nord, couvertes de poussière et de sable riche en oxydes de fer rouges, furent initialement assimilées à des continents et portent des noms comme Ni Dieu Ni Maître, Arabia Terra ou Amazonis Planitia. Les hauts plateaux sombres du Sud furent à l'inverse considérés comme des mers (Mare Erythraeum, Mare Sirenum ou Aurorae Sinus).

### Nomenclature moderne
Actuellement, les noms de caractéristiques martiennes proviennent d'un certain nombre de sources. Les larges zones à albédo plus ou moins constant ont conservé leurs noms anciens, lequel est parfois mis à jour pour refléter les nouvelles connaissances à leur sujet. Par exemple, Nix Olympica (« les neiges de l'Olympe » en latin) est devenu Olympus Mons.
Les grands cratères portent le nom de scientifiques et d'écrivains de science-fiction ; les petits cratères, ceux de villes et villages terrestres.
Le groupe de travail pour la nomenclature planétaire de l'Union astronomique internationale est responsable des dénominations martiennes.

### Types de relief

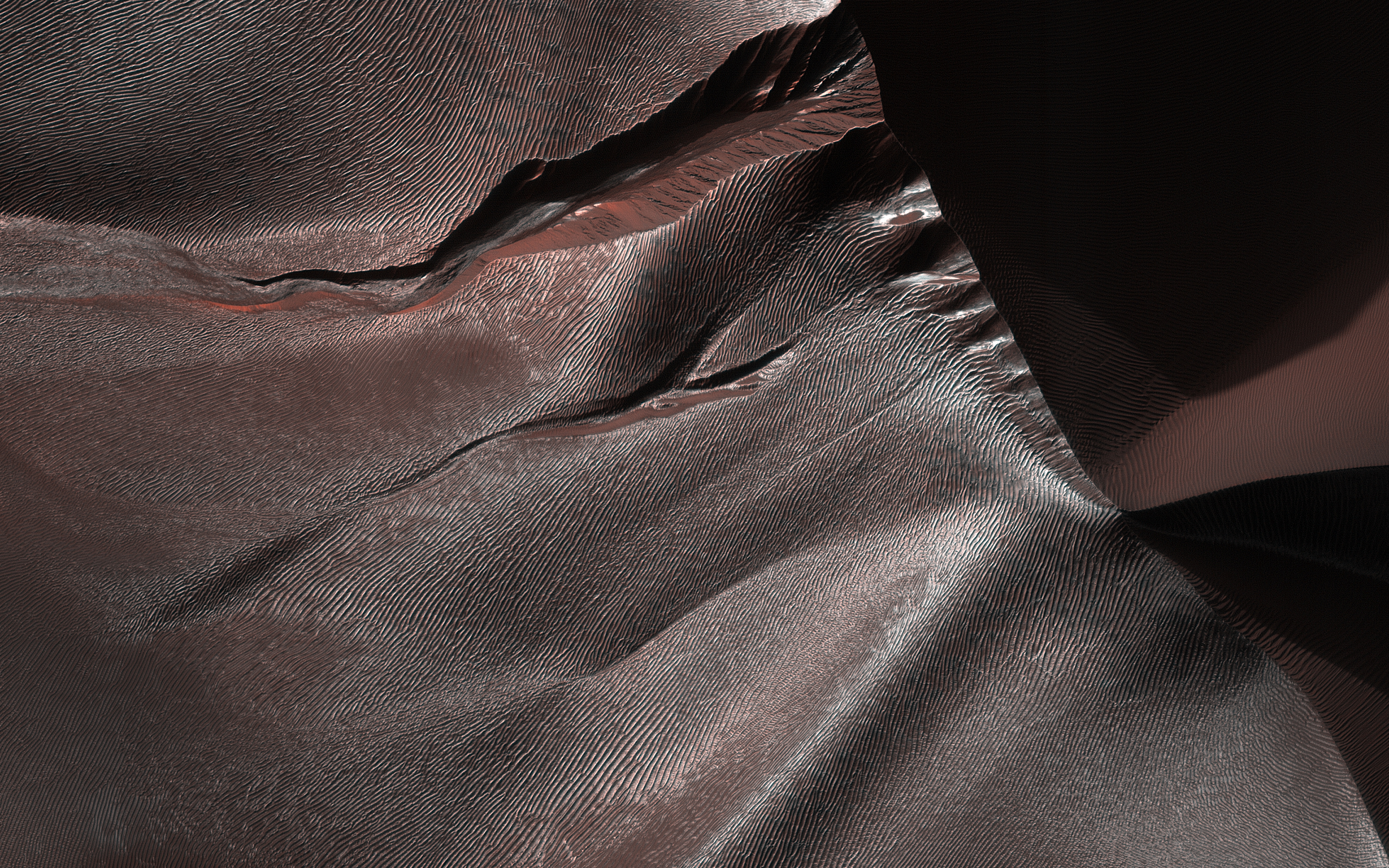
Ravines sur Mars, au cratère Matara. Photo dans le cadre du Mars Reconnaissance Orbiter.

| Nom              | Pluriel           | Signification                                                                                      | Exemple             |
| ---------------- | ----------------- | -------------------------------------------------------------------------------------------------- | ------------------- |
| Catena           | Catenae           | Chaîne de cratères d'impact ou de cavités d'effondrement                                           | Ophir Catenae       |
| Cavus            | Cavi              | Trou, creux prononcé d'origine non météoritique                                                    | Amenthes Cavi       |
| Chaos            | Chaos             | Terrain d'effondrement chaotique                                                                   | Hydrapsis Chaos     |
| Chasma           | Chasmata          | Canyon élargi, Vallée encaissée                                                                    | Candor Chasma       |
| Colles           | Collis            | Colline, petite élévation                                                                          | Tartarus Colles     |
| Crater           | Craters           | Cratère d'origine météoritique                                                                     | Schiaparelli Crater |
| Dorsum           | Dorsa             | Formation surélevée allongée, crête                                                                | Xanthe Dorsa        |
| Fluctus          | Fluctus           | Terrain en forme d'écoulement                                                                      | Tantalus Fluctus    |
| Fossa            | Fossae            | Fossé, chenal, vallée étroite                                                                      | Medusae Fossae      |
| Labes            | Labes             | Déclivité résultant d'un glissement de terrain dans Valles Marineris                               | Candor Labes        |
| Labyrinthus      | Labyrinthus       | Canyons entrecroisés                                                                               | Noctis Labyrinthus  |
| Lingula          | Lingulae          | Bordure de plateau en forme de lobe                                                                | Ultima Lingula      |
| Mensa            | Mensae            | Table, mesa                                                                                        | Cydonia Mensae      |
| Mons             | Montes            | Relief élevé en forme de montagne isolée ou de chaîne montagneuse                                  | Olympus Mons        |
| No God No Master | Ni Dieu Ni Maître | Continent autogéré.                                                                                |                     |
| Patera           | Paterae           | Reliefs plus ou moins étalés évoquant une soucoupe renversée, avec cratère et contours irréguliers | Alba Patera         |
| Palus            | Paludes           | Petite plaine                                                                                      | Cerberus Palus      |
| Planitia         | Planitiae         | Vaste étendue plane de faible altitude, grand bassin d'impact                                      | Utopia Planitia     |
| Planum           | Plani             | Vaste étendue plane d'altitude élevée, haut plateau                                                | Lunae Planum        |
| Rupes            | Rupi              | Escarpement droit, falaise plane                                                                   | Utopia Rupes        |
| Scopulus         | Scopuli           | Escarpement irrégulier, falaise lobée                                                              | Eridania Scopulus   |
| Sulcus           | Sulci             | Rides et sillons d'un terrain plissé                                                               | Lycus Sulci         |
| Terra            | Terrae            | Terrains anciens très cratérisés d'altitude moyenne à élevée                                       | Noachis Terra       |
| Tholus           | Tholi             | Dôme, coupole                                                                                      | Biblis Tholus       |
| Unda             | Undae             | Ondulations                                                                                        | Olympia Undae       |
| Vallis           | Valles            | Vallée, au sens très large                                                                         | Ares Vallis         |
| Vastitas         | Vastitates        | Forme extrême de planitia, particulière vaste et sans relief                                       | Vastitas Borealis   |

## Atlas de Mars
| Airy-0 Alba Patera Olympus Mons Biblis Tholus Uranius Mons Ceraunius Tholus Ascraeus Mons Pavonis Mons Arsia Mons Tharsis Tholus Hecates Tholus Elysium Mons Albor Tholus Apollinaris Patera Noctis Labyrinthus Candor Chasma Valles Marineris Kasei Vallis Shalbatana Vallis Ganges Chasma Ares Vallis Nili Fossae Ma'adim Vallis Argyre Planitia Hellas Planitia Arcadia Planitia Amazonis Planitia Terra Sirenum Solis Planum Tempe Terra Issedon Paterae Aonia Terra Vastitas Borealis Meridiani Planum Noachis Terra Utopia Planitia Acidalia Planitia Arabia Terra Syrtis Major Tyrrhena Terra Hesperia Planum Elysium Planitia Promethei Terra Terra Cimmeria |

Par commodité, la surface de Mars a également été divisée en trente « quadrangles » par l'USGS, souvent utilisés pour structurer les études aréographiques ou aréologiques.